# ARts
aRts (analog Real time synthesizer) é um framework de áudio que não está mais em desenvolvimento. Era mais conhecido por ter sido usado anteriormente no K Desktop Environment 2 e 3 para simular um sintetizador analógico.
Um componente chave do aRts foi o servidor de som que mistura diversos fluxos de sons em tempo real. O servidor de som chamado aRtsd (d da palavra inglesa Daemon) é também utilizado como servidor de som padrão para o K Desktop Environment 2-3. Este não depende do KDE para funcionar e pode ser utilizado em outros ambientes. Foi um competidor direto do JACK Audio Connection Kit, servidor de som em tempo real, e um competitor indireto ao Enlightened Sound Daemon (ESD) e ao PulseAudio, outro servidor de som. Agora é comum usar o PulseAudio no lugar do aRtsd.
A plataforma aRts inclui também o aRts Builder — um aplicativo para criação de layouts customizados e configurações para edição de áudio, sequenciadores, sintetizadores e outros esquemas de áudio através de uma interface gráfica de fácil utilização.
aRts é um software livre distribuído sob os termos da GNU General Public License.

## Fim do projeto
Em 2 de dezembro de 2004, o criador e desenvolvedor primário do aRts, Stefan Westerfeld, anunciou que estava deixando o projeto devido a uma variedade de problemas técnicos e de desenvolvimento fundamentais com o aRts.
No KDE Software Compilation 4 os desenvolvedores escolheram substituir o aRts por uma nova API multimídia conhecida como Phonon. O Phonon fornece uma interface comum em cima de outros sistemas, geralmente VLC media player ou GStreamer, para evitar depender de uma único framework de multimídia.